# بوريس سوفارين
بوريس سوفارين (1895، كييف - 1 نوفمبر 1984، باريس) (بالروسية: Бори́с Константи́нович Ли́фшиц) هو سياسي ومؤرخ فرنسي من أصل روسي.
كان سوفارين أحد الأعضاء المؤسسين للحزب الشيوعي الفرنسي ويشار إليه لكونه الشيوعي الوحيد غير الروسي الذي كان عضوا في الكومنترن لمدة ثلاث سنوات متتالية. اشتهر بتأليف السيرة الذاتية الأولى لجوزيف ستالين، الذي نشر في عام 1935 بعنوان (ستالين، لمحة تاريخية عن البلشفية)، وظل على اتصال وثيق مع لينين وتروتسكي حتى وفاتهم.